# Andreas Schnieders
Andreas Schnieders (ur. 22 grudnia 1966 w Lastrup,  zm. 6 października 2022) w Lingen – niemiecki bokser, wicemistrz Europy z 1991, olimpijczyk. Do czasu zjednoczenia Niemiec reprezentował Republikę Federalną Niemiec.
Startował w wadze superciężkiej (powyżej 91 kg). Na igrzyskach olimpijskich w 1988 w Seulu po wygraniu dwóch walk dotarł do ćwierćfinału tej kategorii, w którym pokonał go Janusz Zarenkiewicz.
Zdobył srebrny medal na mistrzostwach Europy w 1991 w Göteborgu, wygrywając dwie walki (w tym z Brianem Nielsenem z Danii w półfinale) i przegrywając w finale z Jewgienijem Biełousowem ze Związku Radzieckiego.
Był mistrzem RFN w wadze superciężkiej w latach 1987–1989 i wicemistrzem w 1986. Po zjednoczeniu był mistrzem Niemiec w latach 1990–1992.
Nie przeszedł na zawodowstwo.